# Fifth Gear
Пятая передача (англ. Fifth Gear) — автомобильное телешоу, созданное в Великобритании.
Обычно шло на телеканале Five. Ведущими шоу были Тифф Нидл, Вики Батлер-Хендерсон, Джейсон Плато, Джоннии Смит и Бен Коллинс. Одна из главных тем передач — тест-драйвы автомобилей в различных условиях. Являлась прямым конкурентом проекта Top Gear.
В 2001 году телеканал BBC из-за низких рейтингов закрыл проект Top Gear. Его экс-ведущие, Тифф Нидл и Вики Батлер-Хендерсон перешли на канал Five. И хотели уже там продолжить проект, под тем же названием Top Gear. Но BBC отказала в правах на него, и вскоре самостоятельно перезапустила Top Gear, в том же году, но уже с другими ведущими. Поэтому канал Five решил назвать свою автомобильную передачу Fifth Gear. Первый выпуск вышел в 2002 году.

## Ведущие
- Тифф Нидл,
- Вики Батлер-Хендерсон,
- Том Форд,
- Тим Шоу,
- Джейсон Плато,
- Джонни Смит,
- Джон Бентли[3].

## История
Самый первый выпуск телепередачи «Топ-гир» стартовал 1978 году. В 1987 году ведущим стал бывший гонщик Формулы-1 Тифф Нидл. В 1989 году к нему присоединился ведущий телепередачи «Топ-гир» Джереми Кларксон. В 1990-х годах шоу вызвало большой интерес у телезрителей. В то время как увеличивалось количество фанатов передачи «Топ-гир», Джереми Кларксон решил уйти из проекта. Рейтинги постепенно падали, и в 2001 году Би-би-си решила закрыть телепередачу. Спустя год появилось телешоу «Пятая передача» на канале Five, основным телеведущим которой стал Тифф Нидл.